# 擴散阻障層
扩散阻障层，又称为金属衬里（metal liner），是一层薄（通常微米级厚度）的金属，通常置于两种其他金属之间。它作为屏障，保护其中一种金属不被另一种金属腐蚀。
镀层金属层与其基体的附着需要通过物理交锁、沉积物的相互扩散或基体与镀层间的化学键形成来实现。扩散阻障层的作用是防止或减缓两种叠层金属之间的相互扩散。因此，为了有效，优良的扩散阻障层需要对相邻材料保持惰性。为了同时获得良好的附着力和扩散阻障作用，层与层之间的结合需要源自两边边界处有限范围内的化学反应。能够提供良好粘接力的材料未必是优良的扩散阻障，反之亦然。因此，在某些情况下，必须使用两层或多层分隔层来在基材之间提供合适的界面。

## 选择
选择扩散阻障层材料取决于最终功能、预期的工作溫度和使用寿命等关键参数。已经评估了许多薄膜金属组合的粘接力和扩散阻障性能。
铝因其与氧的反应性及其氧化物的自钝化特性，既具有良好的电导和熱導性能，又具有优异的粘接力和可靠性。
铜电阻较低，电迁移程度也比铝小，但易扩散至周围的氧化物中，但其易受腐蚀，氧化物粘接性能也较差。至于金，其优点在于惰性和易加工，缺点则是成本高。
铬由于其反应性，与多种材料具有极佳的附着力。它对氧的亲和力在表面形成一层稳定的氧化物钝化层，可在腐蚀环境中进一步防止铬及其下层金属的氧化。用于汽车用途的铬电镀通常需要三层扩散阻障——铜、镍，然后是铬——以在经历多次大温差变化时保持长期耐久性。如果直接在钢材上电镀铬，由于两者的热膨胀系数不同，铬层会从钢材上剥离。
镍、鎳鉻合金、钽、铪、铌、锆、钒和钨等金属组合可用于特定应用的扩散阻障。导电的陶瓷材料也可用作阻障，例如氮化钽、氧化铟、硅化铜、氮化钨和氮化钛。

## 集成电路
阻障金属是在集成电路中用于在化学上隔离半导体与软金属互连而又保持电气连接的材料。例如，现代集成电路中的每根铜互连都必须被一层阻障金属包围，以防止铜向周围材料的扩散。
顾名思义，阻障金属必须具有较高的电导率以维持良好的电子接触，同时铜的扩散率足够低以在化学上隔绝这些铜导体薄膜与下层器件硅之间的接触。阻障膜的厚度也非常重要：若过薄，内部铜可能会接触并污染其所供应能量和信息的器件；若过厚，则这三层（两层阻障金属加中间铜导体）堆叠的总电阻可能超过传统铝互连的电阻，从而无法发挥新金属化技术的优势。